# Rabbel II
Rabbel II, surnommé « Celui qui a fait vivre et prospérer son peuple », est le dernier roi nabatéen de 70 à 106.
Il est le fils de Malichos II et de la reine Shaqilat II qui assure la régence du règne de son fils de 70 à 76.
Le 20 octobre 70, Rabbel II serait monté sur le trône. Il existe de nombreuses inscriptions portant son nom.
Il meurt le 21 mars 106, laissant derrière lui Hartath et Petsâël, ses fils et Huldah, sa fille, enfants de sa deuxième femme Hagiru. Un autre fils, ‘Abdath, lui est connu, probablement né de sa première femme Gamilat.
Son épitropos (tuteur) ‘Inayshu, semble être son oncle maternel. Il était, comme ses prédécesseurs, roi-prêtre, et servait lui-même en pagne pourpre ses pairs et dignitaires lors de banquets et autres repas sacrés.
Continuant l'œuvre de Malichos II, il fit de Bosra la deuxième capitale du royaume.
Sans doute après la mort de Rabbel II puisqu'il n'y a apparemment pas de combat, le royaume est annexé par Cornelius Palma, gouverneur de Syrie sur ordre de Trajan. Il fit de Bosra la capitale de la nouvelle province d'Arabie (provincia Arabia) gouvernée par une hipparchie, où entreront de nombreux Nabatéens. Pétra reçut le titre honorifique de métropole (metropolis) au même moment.
Les Romains de Trajan, peut-être désireux d’effacer la honte essuyée du temps d’Aelius Gallus, préfet d’Égypte, ou plutôt par volonté de reconnaître les confins de la nouvelle province, organisèrent à nouveau et peu après, une expédition vers le grand sud, Arabia Felix. Un des fils de Rabbel II, Hartath, servant de guide à ces apprentis bédouins qu’étaient les légionnaires de la VIe légion Ferrata, les égara dans les sables[réf. nécessaire].
Marâ’nâ Rabbel II, comme l’appelaient ses fils, dernier roi de Nabatène, fut inhumé par ses fils, dans l’un des tombeaux qu’il avait creusé dans le roc d’Arquem (Pétra), peut-être le tombeau dit corinthien, ou plus probablement, le tombeau voisin dit à étages, Palace tomb de 100 coudées de haut x 100 coudées de large (49 m x 49 m).